# 契卡洛韋 (契卡洛韋市鎮)
47°4′20″N 34°42′27″E / 47.07222°N 34.70750°E
契卡洛韦（烏克蘭語：Чкалове）是位於烏克蘭東南部的村莊，由扎波羅熱州梅利托波爾區的契卡洛韦市镇負責管轄。該村始建於1812年，面積5平方公里，海拔高度75米，2001年人口1,100，人口密度每平方公里220人。
2024年9月19日，乌克兰最高拉达将此村的名字改为哈夫里利夫卡（烏克蘭語：Гаврилівка）。